# 憲康王
憲康王(？—886年)；姓金名晸，是新罗国第四十九代君主，景文王之子，母文懿王后金氏。在位十二年，諡憲康，葬於菩提寺東南。同母弟金晃立為王。

## 后妃
- 妃懿明夫人，一作義明王太后